# HD 160950
HD 160950，又名BD+43 2781，SAO 46883、HR 6599，是一颗恒星，视星等为6.59，位于銀經69.44，銀緯30.67，其B1900.0坐标为赤經17h 37m 35.9s，赤緯+43° 30.67′ 11″。